# Volume molar
Volume molar é a razão entre o volume e a quantidade de substância. Equivale ao volume ocupado por 1 mol de entidades elementares (átomos, moléculas, íons, outras partículas ou grupos especificados de tais partículas). Para o volume molar, a unidade de medida correspondente no Sistema Internacional de Unidades (SI) é o metro cúbico por mol (m³/mol), porém as medidas mais usuais são o centímetro cúbico por mol (cm³/mol), o mililitro por mol (mL/mol) e o litro por mol (L/mol) ou o decimetro cúbico por mol (dm³/mol) (sendo 1 dm³ igual a 1 L).

## Gás ideal
O Committee on Data for Science and Technology (CODATA) recomenda os seguintes valores para o volume molar de um gás ideal:
- Nas Condições Normais de Temperatura e Pressão (273,15 K; 101 325 Pa), o valor recomendado é 0,022 413 969 54 m3 mol-1  (exatamente)[1]

- Nas Condições Padrão de Temperatura e Pressão (273,15 K; 100 000 Pa), o valor recomendado é 0,022 710 954 64 m3 mol-1 (exatamente)[2]